# Alex Boyd

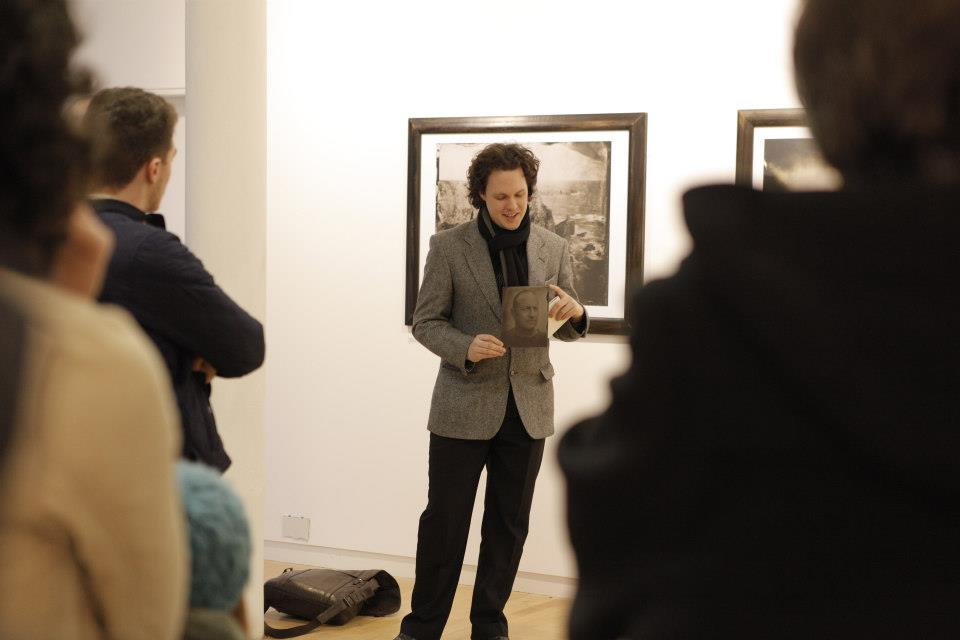
Alex Boyd 2013

Alex Boyd (* 15. Juli 1984 in Celle) ist ein britischer Fotograf. Er lebt und arbeitet in Glasgow, Schottland.

## Ausstellungen (Auswahl)
- 2006: ‘Into Silence’, The 13th Note, Glasgow, Schottland
- 2006: ‘Into Silence’, Venue, Kilbirnie, Ayrshire, Schottland
- 2006: ‘Tide Reflects Sky’, Cunningham House, Ayrshire, Schottland
- 2006: ‘Tide Reflects Sky’, John Edmonds Gallery, New Mexico, USA
- 2007:  A Man Without A Country, Fulham Palace, London
- 2008: ‘Sonnets from Scotland’, The Arches, Glasgow, Schottland
- 2008: ‘Sonnets from Scotland’, Offshore Gallery, Glasgow, Schottland
- 2010: Scottish Parliament, Edinburgh, Schottland

## Gruppenausstellung
- 2007: ‘Breakthrough’ San Francisco Arts Commission Gallery, San Francisco, Vereinigten Staaten von Amerika
- 2007: North Ayrshire Open Art Exhibition, Kilwinning, Schottland
- 2007: Retro Future, Fulham Palace, London, England
- 2008: Digital Fringe Festival - Melbourne, Australien
- 2008: W.A.A.P.N - Musée de l’Elysée, Lausanne, Die Schweiz
- 2008: W.A.A.P.N – Gallery 013, Tilburg, Niederlande